# Єропкін Петро Дмитрович
Єропкін Петро Дмитрович (24 червня 1724, Москва, Російська імперія — 7 лютого 1805, там же) — російський воєначальник Семирічної війни, генерал-аншеф (1786), московський головнокомандувач.

## Біографія
Походив з дворянського роду Єропкіних. Син ризького віцегубернатора Дмитра Федоровича Єропкіна. Почав кар'єру ад'ютантом свого батька, коли той служив московським обер-комендантом.
Із 1758 року — бригадир. Учасник Семирічної війни. Відзначився під час битви при Пальцигу 23 липня 1759 року, командуючи кирасирською бригадою. За цю битву був нагороджений орденом Святої Анни 1-го ступеня і 6000 рублів. У 1761 році брав участь в облозі та взятті фортеці Кольберг, під кінець війни отримав звання генерал-поручника.
Після завершення Семирічної війни командував Воронезьким піхотним, а потім Троїцьким кирасирським полком. З 1765 року — сенатор, з 1769 року — начальник Головної соляної контори.
У 1771 році через епідемію чуми у Москві відбувся так званий «чумний бунт». Імператриця Катерина II відправила Єропкіна навести в місті порядок. Єропкін жорстко придушив заворушення, хоча і був поранений у сутичці з бунтівниками. За наведення порядку в Москві був нагороджений орденом Андрія Первозванного і отримав звання дійсного таємного радника. Однак, Єропкін був незадоволений цим цивільним званням і в 1774 році вийшов у відставку.
У 1786 році знову повернувся на службу. З 28 червня 1786 по 19 лютого 1790 року — московський головнокомандувач (генерал-губернатор). За час перебування Єропкіна на цій посаді в Москві було побудовано Московський водовідвідний канал, збільшено чисельність поліції у місті, покращено постачання продовольства.
З 1790 року — у відставці. Жив і помер у Москві.

## Військові звання
- Бригадир (1758)
- Генерал-майор (1759)
- Генерал-поручник (1762)
- Генерал-аншеф (переведений з дійсного таємного радника, 1786)[1]

## Нагороди
- Орден Андрія Первозванного (1771)
- Орден Святого Олександра Невського (1762)
- Орден Святої Анни 1 ступеня (1759)
- Орден Святого Володимира 1 ступеня (1788)